# Piramide a gradoni

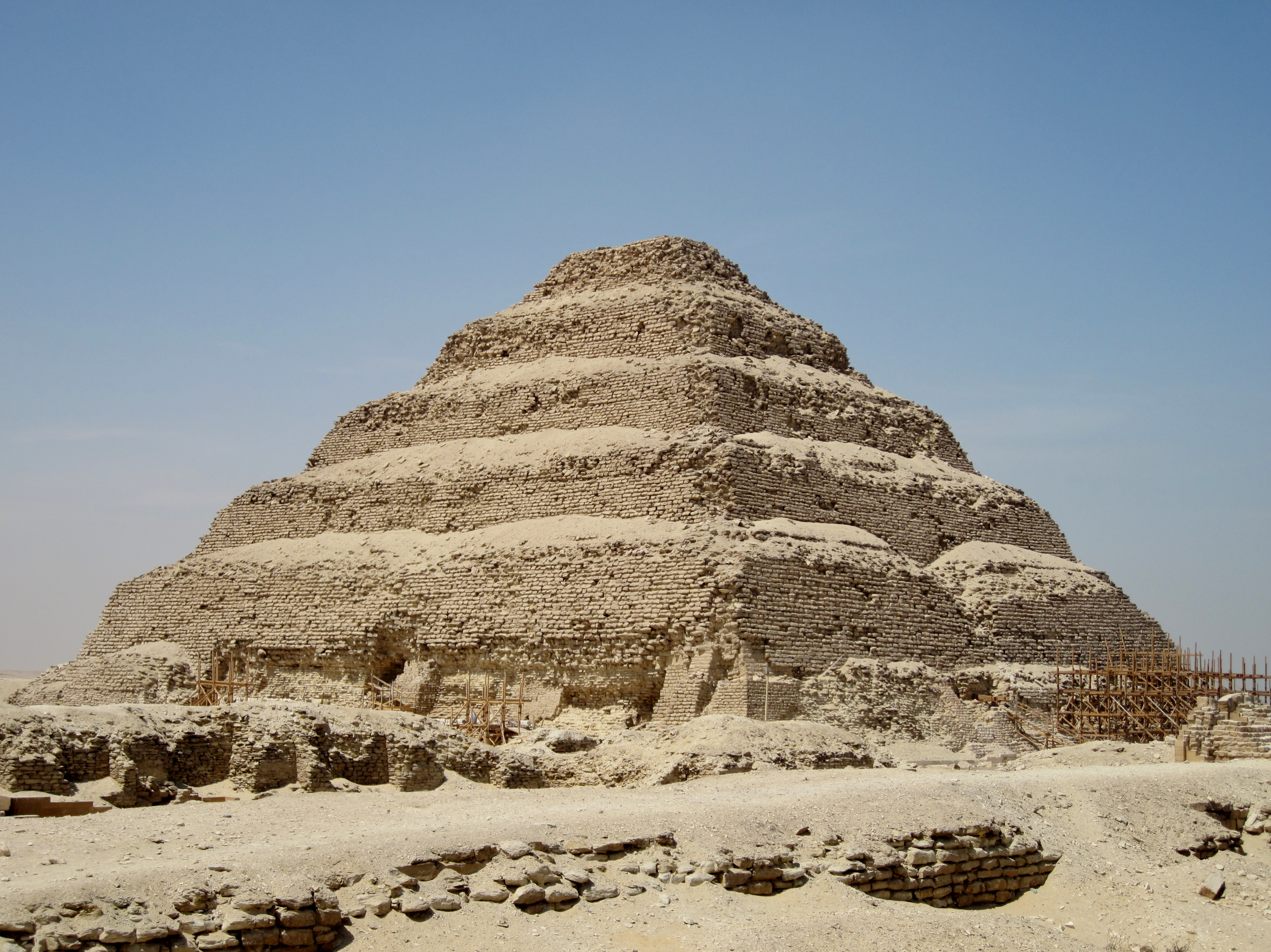
Piramide di Djoser a Saqqara

La piramide a gradoni o piramide gradonata è una costruzione trasversale a molte culture anche in contesti storico-geografici diversi. Gli esempi più noti di tali costruzioni si trovano in Mesopotamia, nell'Antico Egitto e presso le civiltà precolombiane in America.
Nell'Antico Egitto, la piramide a gradoni è considerata un'evoluzione della mastaba. La più famosa, che è stata edificata proprio a partire da una mastaba, è la piramide di Djoser, progettata dall'architetto Imhotep e dedicata all'omonimo re.